# Nenagh Castle
Nenagh Castle (irisch Caisleán an Aonaigh oder Caisleán Aonach Urmhumhan) ist ein Tower House in der Stadt Nenagh im Nordteil des irischen Countys Tipperary.

## Beschreibung
Der Rundturm ist über 30 Meter hoch und sein Durchmesser am Sockel beträgt 16 Meter. Er ist einer der schönsten Rundtürme in Irland. Seine Zinnenkrone und die darunter liegenden Rundbogenfenster wurden Mitte des 19. Jahrhunderts hinzugefügt. Diese Aufbauten entsprechen zwar nicht dem wahren historischen Charakter der Burg, begründeten aber den ikonischen Status von Nenagh Castle. Er taucht in vielen Logos örtlicher Clubs und Institutionen auf, u. a. auch in dem der Stadtverwaltung von Nenagh.

## Geschichte
Den normannischen Donjon ließ Theobald Walter, 1. Baron Butler, um das Jahr 1200 errichten; fertigstellen ließ ihn dessen Sohn, Theobald de Botiller um 1220. 1861 ließ Bischof Michael Flannery die Reihe klerikaler Fenster und die Zinnenkrone aufbauen, weil der Donjon der Glockenturm einer von Edward Pugin zu entwerfenden Kathedrale sein sollte. Diese Kathedrale wurde jedoch nie gebaut.
Von 2009 bis 2013 wurden die Burg und ihr Anwesen umfangreich restauriert. Ziel war, Nenagh Castle als Haupttouristenattraktion der Gegend zu etablieren. Heute ist der Rundturm öffentlich zugänglich.